# Czesław Jaroszewicz
Czesław Jaroszewicz (ur. 1 sierpnia 1931 w Domuratach) – polski rolnik i działacz ludowy, poseł na Sejm PRL VII kadencji.

## Życiorys
W 1957 został członkiem Zjednoczonego Stronnictwa Ludowego. W latach 1957–1965 był radnym Gromadzkiej Rady Narodowej w Horodniance i Kiersnówce. W okresie 1965–1976 przez trzy kadencje był radnym Wojewódzkiej Rady Narodowej w Białymstoku. W 1976 uzyskał mandat posła na Sejm PRL w okręgu Białystok. Zasiadał w Komisji Planu Gospodarczego, Budżetu i Finansów oraz w Komisji Rolnictwa i Przemysłu Spożywczego.
W 1961 ukończył z wyróżnieniem Korespondencyjne Technikum Rolnicze w Białymstoku. W latach 1960–1963 był nauczycielem zawodu w Szkole Przysposobienia Rolniczego w Zwierzyńcu Wielkim, a w okresie 1963–1973 inspektorem w Instytucie Uprawy, Nawożenia i Gleboznawstwa. Prowadził gospodarstwo rolne.

## Odznaczenia
- Medal 30-lecia Polski Ludowej